# Sagami (poeta)
Sagami (相模, vero nome Oto-jijū (乙侍従); 998 – 1061) è stata una poeta giapponese waka del medio periodo Heian.
Una delle sue poesie è stata inclusa nell'Ogura Hyakunin Isshu. Ha prodotto una collezione privata, la Sagami-shū (相模集). È stata inclusa nei Chūko Sanjūrokkasen oltre che tra le Trentasei poetesse immortali.

## Biografia
Le date di Sagami non sono certete, ma probabilmente è nata intorno al 1000. Il suo vero nome era Oto-jijū.
L'identità del padre è sconosciuta, ma presumibilmente era una figlia di Minamoto no Yorimitsu. L'opera del XIV secolo Chokusen Sakusha Burui (勅撰作者部類) afferma che Yorimitsu era suo padre, ma il Kin'yōshū include un renga di Yorimitsu e "la madre di Sagami" "(相模母), quindi è anche possibile che fosse suo padre adottivo. Sua madre era figlia di Yoshishige no Yasuaki, governatore di Noto.
Era sposata con Ōe no Kin'yori (大江公資, letto anche Kinsuke), durante il suo mandato come governatore della provincia di Sagami, da cui deriva il suo soprannome. Servì la Principessa imperiale Nagako, prima figlia dell'imperatore Ichijō. Dopo la morte dell'imperatrice Shūshi nel 1049, servì la principessa imperiale Yūshi, figlia dell'imperatore Go-Suzaku (nipote del fratello dell'imperatrice Shūshi).

## Poesia
109 sue poesie furono incluse nelle antologie imperiali a partire dal Goshūi Wakashū.